# Tišri
Tišri (hebrejsky תִּשְׁרֵי‎, někdy též תִּשְׁרֵי‎, tišrej); z akkadského tašrītu „začátek“, z šurrû „začít“, respektive s aramejského šerej, též „začít“) je první měsíc v občanském a sedmý měsíc v biblickém židovském kalendáři. Název se objevuje v akkadsko-babylonské literatuře a v židovském prostředí se objevuje poprvé až v Talmudu. V Bibli je jednou nazýván „etanim“, jinak je zmiňován pouze jako „sedmý měsíc“. Je to podzimní měsíc, který má 30 dní. Podle gregoriánského kalendáře připadá 1. tišri na období od začátku září až do října, 30. tišri pak může připadnout na období od 5. října až do 3. listopadu. Znamením měsíce v zodiaku jsou váhy. V židovském pojetí pak váhy symbolizují Boží soud, ke kterému dochází během prvních deseti dnů tohoto měsíce. V důsledku fixace kalendáře ve 4. století nemůže 1. tišri nikdy připadnout na neděli, středu nebo pátek.

## Svátky během měsíce tišri
- 1. a 2. tišri – Roš ha-šana

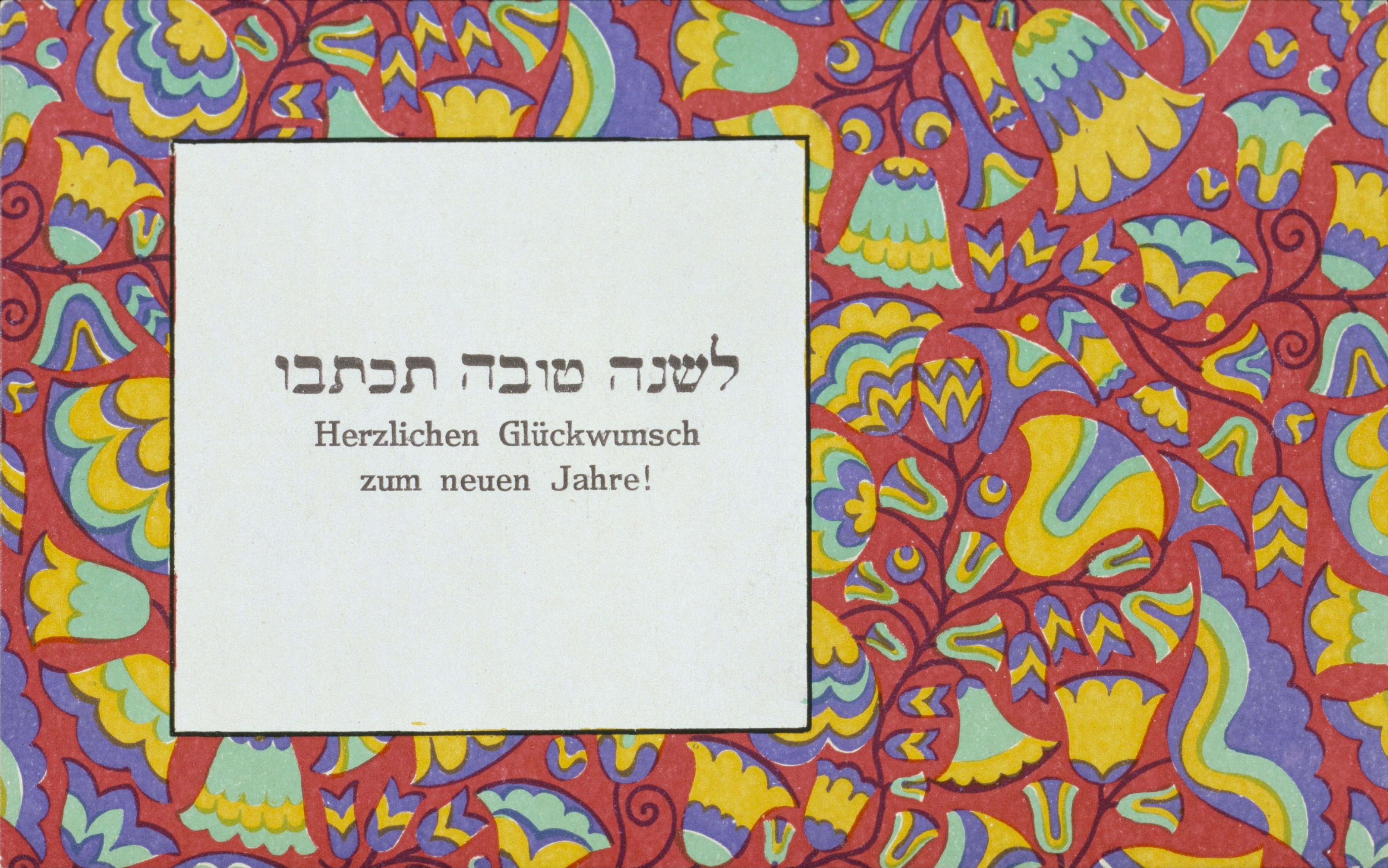
Přání na Roš ha-šana, Rakousko, 1910

- 3. tišri (4. tišri, pokud 3. tišri připadá na sobotu) – Půst Gedaljův
- 10. tišri – Jom kipur
- 15. (v diaspoře 15. a 16.) – 21. tišri – začátek Sukot
- 21. tišri – Hošana raba
- 22. tišri Šmini aceret
- 22. tišri (23. tišri mimo Izrael) Simchat Tóra

## Další významné události, které se staly v měsíci tišri
- 1. tišri bylo dokončeno stvoření člověka (na 1. tišri tak připadá šestý den stvoření).
- 1. tišri také Noe poprvé vypustil holubici z archy
- 5. tišri došlo k obětování Izáka a ke smrti Sáry
- 5. tišri byl Římany umučen rabi Akiva
- 10. tišri měl Mojžíš přinést z vrcholu hory Sinaj druhé desky s Desaterem

## Járcajty
6. tišriChanan Porat (roku 5772 = 2011 o. l.)
14. tišriLeopold Löw (roku 5636 = 1875 o. l.)
18. tišriNachman z Braclavi (roku 5571 = 1810 o. l.)
19. tišriGa'on z Vilna (roku 5558 = 1797 o. l.)
20. tišriZerach Warhaftig (roku 5763 = 2002 o. l.)
21. tišriJosef Samuel Bloch (roku 5684 = 1923 o. l.)
24. tišriJa'akov Moše Toledano (roku 5721 = 1960 o. l.)
25. tišriChatam Sofer (roku 5600 = 1839 o. l.)
30. tišriCvi Hirš Chajes (roku 5616 = 1855 o. l.)